# STS-51-L
STS-51-L est la dixième mission de la navette spatiale Challenger qui fut détruite 73 secondes après son décollage.

## Équipage
- Commandant (CDR) : Francis « Dick » Scobee  États-Unis - a piloté Challenger durant la mission STS-41-C, laquelle avait correctement déployé un satellite et en avait réparé un autre.
- Pilote (PLT) : Michael J. Smith (premier vol)  États-Unis - vétéran de la  Guerre du Viêt Nam, a reçu plusieurs décorations militaires, incluant la Distinguished Flying Cross, pilote d'essai de la US Navy.
- Spécialiste de mission 1 : Ellison Onizuka  États-Unis - Ingénieur de vol de l'Air Force, Eagle Scout, a aussi volé durant STS-51-C sur Discovery, le premier vol de navette pour le département de la défense.
- Spécialiste de mission 2 : Judith A. Resnik  États-Unis - Spécialiste de mission sur un précédent vol de  Discovery, STS-41-D.
- Spécialiste de mission 3 : Dr Ronald McNair  États-Unis - Physicien aux Hughes Research Laboratories, a aussi volé à bord de STS-41-B
- Spécialiste de charge utile 1 : Gregory B. Jarvis  États-Unis - Capitaine de l'Air Force et membre du personnel pour Hughes Aircraft
- Spécialiste de charge utile 2 : Christa McAuliffe  États-Unis - Sélectionnée pour être la première civile et la première enseignante à aller dans l'espace.

## Paramètres de la mission
- Masse :
  - Navette au décollage : 121 778 kg
  - Navette à l'atterrissage : 90 584 kg (planifié)
  - Chargement : 21 937 kg
- Périgée : ~285 km (planifié)
- Apogée : ~295 km (planifié)
- Inclinaison : 28,45° (planifié)
- Période : 90,4 min, (planifié)
- Durée du vol : 73 secondes (6 jours 0 heure 34 minutes, planifié)

## Objectifs
Les objectifs de la mission étaient : 
- Le déploiement du satellite TDRS-B.
- Christa McAuliffe devait devenir la première institutrice dans l'espace dans le cadre du programme "Teacher in Space" lancé en 1984. Deux cours devaient être retransmis en direct depuis l'espace.
- La plateforme largable Spartan devait également être lancée depuis Challenger, c'est l'astronaute Ronald McNair qui avait été chargé de cette mission.
- L'équipage aurait dû également observer la comète de Halley, 76 ans après son précédent passage (1910).